# جوزپه کولیتزی
جوزپه کولیتزی (ایتالیایی: Giuseppe Colizzi; ۲۸ ژوئن ۱۹۲۵ – ۲۳ اوت ۱۹۷۸) یک کارگردان فیلم و فیلم‌نامه‌نویس اهل ایتالیا بود.
وی کارگردان فیلم‌هایی همچون برگ برنده و خدا می‌بخشد ... من نه! بوده است.